# Cristian Guzmán
Cristian Antonio Guzmán Arias (nacido el 21 de marzo de 1978 en Santo Domingo) es un infielder dominicano de Grandes Ligas que se encuentra en la organización de los Indios de Cleveland.

## Carrera

### Minnesota Twins
Guzmán fue adquirido por los Mellizos de Minnesota en 1998 desde la organización de los Yankees de Nueva York a cambio de Chuck Knoblauch.
En 2001, Guzmán fue seleccionado para el Juego de Estrellas de la Liga Americana y donde se destacó con 10 jonrones y un promedio de bateo de .302. Fue una parte clave para el equipo de los Mellizos que ganaron tres títulos consecutivos en la Divisiín Central de la Liga Americana desde 2002 a 2004. Mientras estuvo con los Mellisos, lideró la Liga Americana en triples en 2000 (20), 2001 (14) y 2003 (14). Su total de 20 en el año 2000 fue sólo la décima vez que un jugador había llegado a ese número en los últimos 70 años.

### Washington Nationals

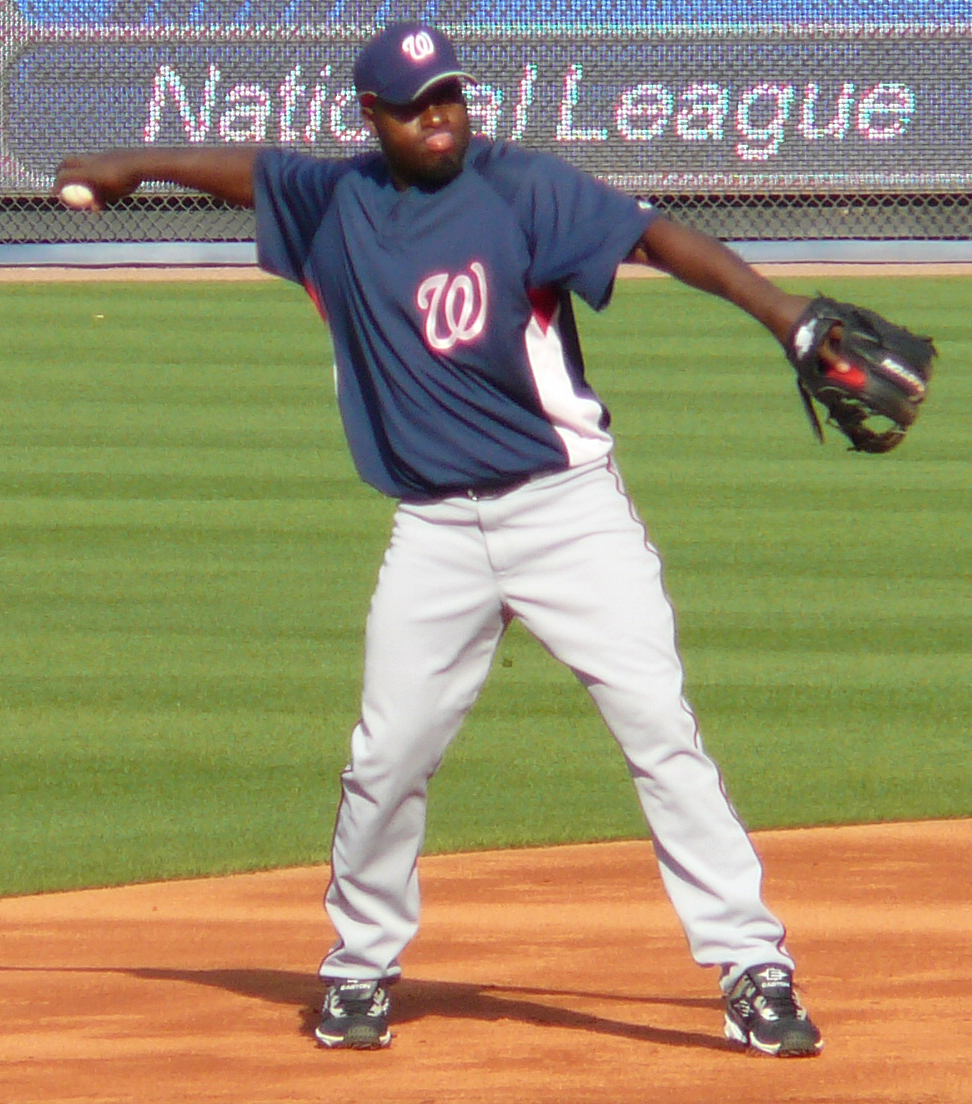
Guzmán jugando para los Nacionales de Washington en 2008

Después de convertirse en agente libre, Guzmán firmó un contrato de cuatro años y 16.8 millones $ con los Nacionales de Washington para la temporada 2005, pero luego procedió a tener el peor año de su carrera. Como un campocorto de tiempo completo, estaba bateando .192 al nbbbnnnfinal de agosto, pero se recuperó en septiembre, llegando a .325, lo que ayudó su promedio a llegar a .219.
Tres días después de la desastrosa temporada del 2005, Guzmán fue operado del ojo, citando este hecho como la principal razón de su resurgimiento en los años siguientes.

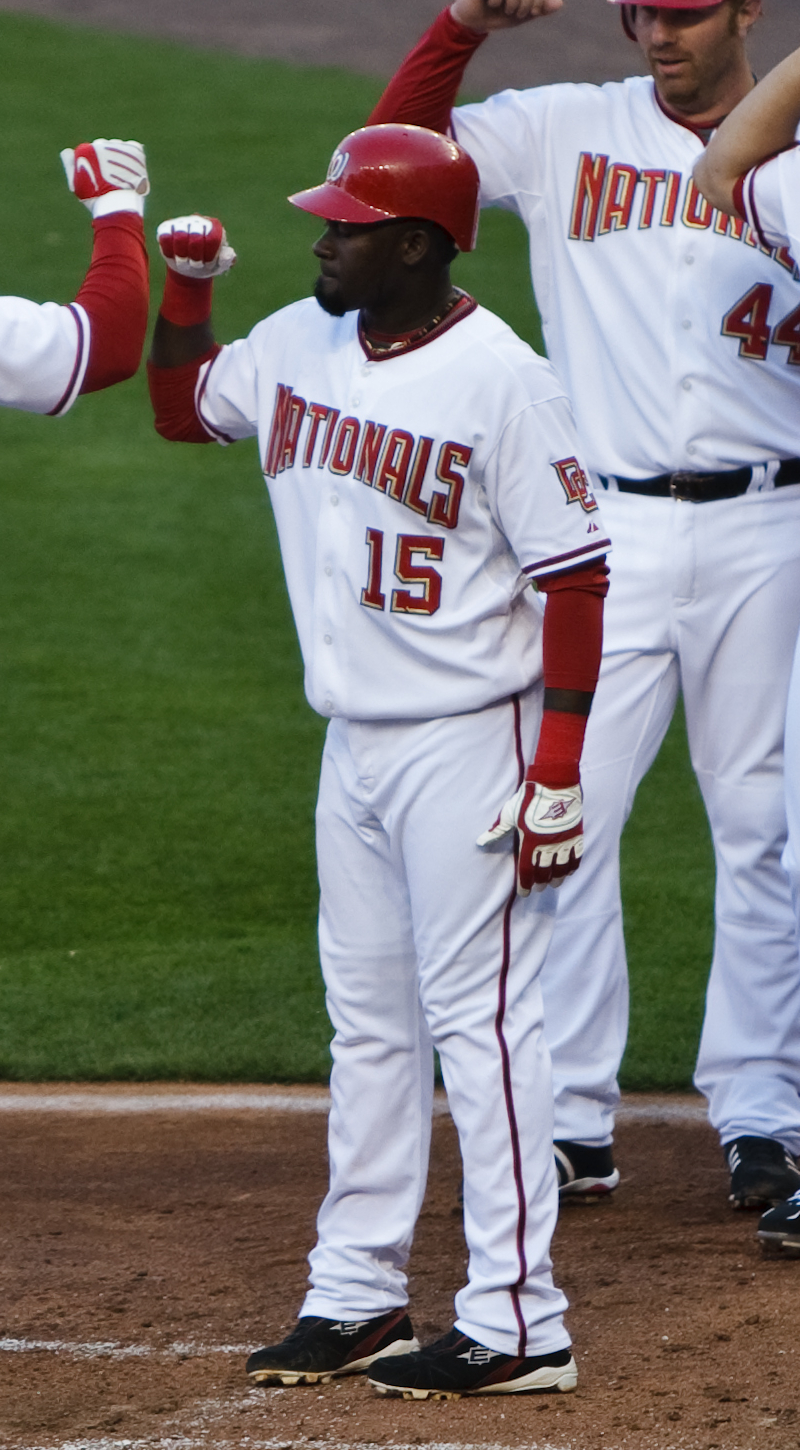
Guzmán con los Nacionales en 2010

Guzmán estuvo al margen durante toda la campaña 2006 con una lesión en el hombro y una posterior cirugía, pero regresó en 2007 como torpedero titular de los Nacionales. Sin embargo, se lesionó el tendón de la corva en el primer día de la temporada regular. Fue puesto en la lista de lesionados hasta el 7 de mayo de 2007. Como primer bate, estaba bateando .329 (segundo en el equipo), ya pesar de que faltaba casi la mitad de la temporada hasta finales de junio, fue tercero en la liga con seis triples. El 24 de junio, sin embargo, Guzmán fue herido al estar siguiendo de cerca a un posible ladrón de base, y fue sometido a cirugía al día siguiente para reparar un ligamento desgarrado del pulgar, perdiéndose el resto de la temporada 2007.
El 30 de marzo de 2008, Guzmán dio el primer hit en la historia del Nationals Park, con un sencillo al jardín derecho contra el lanzador de los Bravos de Atlanta Tim Hudson. Siguió y anotó la primera carrera en la historia del estadio, después de un doble productor de Nick Johnson. Estuvo en el equipo All-Star de la Liga Nacional como el único representante de los Nacionales en 2008. Terminó jugando la tercera base en el Juego de las Estrellas, e hizo algunas jugadas cruciales de fildeo en esa posición. El 28 de agosto de 2008, Guzmán bateó para el ciclo contra los Dodgers de Los Ángeles, siendo el segundo ciclo en la historia de los Nacionales. Guzmán firmó una extensión de contrato por dos años para quedarse con los Nacionales.
Terminó la temporada 2008 como cuarto en la liga en hits y promedio de bateo. En el Juego de las Estrellas en 2009, fue cuarto entre los jugadores activos en triples.
Tuvo el porcentaje de fildeo más bajo que cualquier otro campocorto titular de las Grandes Ligas en 2009 (.962).

### Texas Rangers
El 31 de julio de 2010, los Rangers de Texas adquirieron a Guzmán procedente de los Nacionales por dos jugadores de ligas menores. Guzmán jugó su primer partido con los Rangers el 1 de agosto frente a los Angelinos de Anaheim y se fue de 0-3 con una base por bolas.

### 2011
Aunque Guzmán recibió invitaciones de dos equipos para los entrenamientos de primavera, se vio obligado a perder al menos la primera mitad de la temporada para hacer frente a problemas familiares no especificados.

### Cleveland Indians
Guzmán firmó un contrato de ligas menores con los Indios de Cleveland el 21 de febrero de 2012. Después de lastimarse un tendón durante la pretemporada, fue liberado por los Indios el 28 de marzo.